# بويسليكس سان مارك
بويسليكس سان مارك (بالفرنسية: Boisleux-Saint-Marc)‏ هي بلدية تقع في إقليم باد كاليه من منطقة نور با دو كاليه في شمال فرنسا. تبلغ مساحة هذه المدينة 3.38 (كم²)، وترتفع عن سطح البحر 90 م، يبلغ عدد سكانها 213 نسمة حسب إحصاء المعهد الوطني للإحصاء والدراسات الاقتصادية سنة 2009 م. وترأس Michel Delmotte البلدية خلال فترة (2008-2014).